# Cumbrian Coast line
De Cumbrian Coast line is een spoorlijn in het noordwesten van Engeland. De lijn loopt van Carlisle naar Barrow-in-Furness via Workington en Whitehaven. De spoorlijn met een lengte van 137,6 km volgt de kustlijn van het graafschap Cumbria aan de Ierse Zee en ontsluit met 26 treinstations het westen van Cumbria. De lijn maakt deel uit van Network Rail-route NW 4033, (als de Furness line) via Ulverston en Grange-over-Sands naar Carnforth, waar ze aansluit op de West Coast Main Line.